# Hawaii Egyetem Maui Főiskola
A Hawaii Egyetem Maui Főiskola (angolul: University of Hawaiʻi Maui College, rövidítve: UHMC) egy állami támogatású főiskola. A Hawaii Egyetemrendszer része és az Iskolák és Főiskolák Nyugati Szövetsége akkreditálja.
Kahului főcampusa mellett működtet több oktatási központot is Maui megyében: a Lahainai Oktatási Központot, a Hānai Oktatási Központot, a Molokai Oktatási Központot és a Lānai Oktatási Központot.

## Története
A főiskolát 1931-ben alapították, a Maui Szakközépiskola néven. 1958-ban felvette a Maui Műszaki Iskola nevet, majd hét évvel később a Hawaii Egyetemrendszer része lett azt követően, hogy a hawaii törvényhozás úgy döntött, hogy az állam összes felsőoktatási intézményét egy hálózat alá szervezik.
1966-ban ismét nevet váltott az iskola, megkapva a Maui Közösségi Főiskola nevet. 2010 tavaszán az Iskolák és Főiskolák Nyugati Szövetsége Akkreditációs Tanácsa engedélyezte, hogy felvegye mai nevét.

## Campus

### Épületek
- Kaaike
- Laulima
- Hookipa
- Ka Lama
- Kūpaa
- The Learning Center
- Noii
- ʻIke Lea
- Pāina
- Pilina